# Lasioserica turaensis
Lasioserica turaensis är en skalbaggsart som beskrevs av Ahrens 2000. Lasioserica turaensis ingår i släktet Lasioserica och familjen Melolonthidae. Inga underarter finns listade i Catalogue of Life.